# رامون غارسيا هيراليس
رامون غارسيا هيراليس (بالإسبانية: Ramón García Hirales)‏ مواليد 10 سبتمبر 1982 في لاباز، ولاية باخا كاليفورنيا سور، المكسيك، هو ملاكم محترف مكسيكي يصنف ضمن فئة وزن الذبابة. حقق بطولة منظمة الملاكمة العالمية.

## إحصائيات
خاض خلال مسيرته 29 نزالا، فاز في 20 وتعادل في 1 وخسر في 8. فاز بالضربة القاضية في 12 نزالا.

## روابط خارجية
- رامون غارسيا هيراليس على موقع بوكس ريك (الإنجليزية) (registration required)